# Gehörnter Kulah Khud
Ein Gehörnter Kulah Khud ist ein Helm aus Persien.

## Beschreibung
Ein Gehörnter Kulah Khud ist eine Variante des Indo-persischen Helmes Kulah Khud. Der Kulah Khud besteht typischerweise aus einer schalenförmiger Helmglocke, einer Spitze auf der Oberseite, einem abklappbaren Naseneisen und am Helmrand befestigten Kettengeflecht.
Beim gehörnten Kulah Khud sind an beiden Seiten metallene, spitze Hörner befestigt. Die Oberfläche des Vorderhelmes ist in der Form eines Gesichtes gearbeitet, das den vorislamischen Dämon (persisch Div) „Div-e-Sepid“ (der weiße Dämon) darstellt. Dieser Dämon ist das Sinnbild der heroischen Ritterlichkeit des Trägers.